# Gauliga Basse-Saxe
Pour un article plus général, voir Gauliga.
La Gauliga Basse-Saxe (en Allemand: Gauliga Niedersachsen) fut une ligue de football (de Division 1) imposée par le NSRL en 1933.
Dès leur arrivée au pouvoir en mars 1933, Adolf Hitler et le NSDAP imposèrent une réorganisation administrative radicale (voir Liste des Gaue) à l'Allemagne. Administrativement, les "Gaue" de Braunschweig-Sud Hanovre, Hanovre Est et Weser-Ems remplacèrent l’ancienne province prussienne de Hanovre et plusieurs Etats-Libres de Basse-Saxe (Brême, Brunswick, Oldenburg et Schaumburg-Lippe), qui étaient tous des entités de la République de Weimar.
La Gauliga Basse-Saxe fut scindée en deux Gauligen (Gauliga Weser-Ems et Gauliga Braunschweig-Sud Hanovre) en 1942. La Gauliga Hanovre Est fut détachée de celle de Braunschweig-Sud Hanovre en 1943.

## Généralités

### Gauliga Basse-Saxe
La ligue fut créée en 1933 et remplaça l’ancienne Oberliga Sud Hanovre/Braunschweig et l’ancienne Oberliga Weser/Jade. 
Les clubs de cette ligue connurent des succès mitigés avec cependant un titre national surprise décroché par Hanovre 96 en 1938. En finale, contre les grands favoris de FC Schalke 04, Hanovre força un replay après un partage (3-3), puis s’imposa (4-3) après prolongations lorsque la partie fut rejouée.
Lors de sa première saison, la Gauliga Basse-Saxe compta dix clubs qui s’affrontèrent en matches aller/retour. Le champion participa à la phase finale du championnat, jouée par élimination directe. Les deux derniers classés furent relégués. La saison suivante, la ligue passa à onze équipes à la suite de l'arrivée du Viktoria Wilhelmsburg, un club venant de la Gauliga Marches du Nord (Nordmark). 
En 1934-1935 et 19351936, la ligue se joua à 11 avec trois descendants. A parti de 1936, la Gauliga Basse-Saxe retrouva son nombre initial de 10 participants.
Après le déclenchement de Seconde Guerre mondiale, la ligue fut partagée en deux groupes régionaux de six équipes. Les deux vainqueurs de groupe se disputèrent le titre. Ce principe resta appliqué jusqu’au terme de la saison 1940-1941.  
En 1941-1942, le principe de deux groupes régionaux fut conservé, mais cette fois le titre se décida avec un tour final à six. Ce fut la dernière saison de la ligue, car pour la saison suivante, la Gauliga Basse-Saxe fut scindée en deux Gauligen différentes: la Gauliga Braunschweig-Sud Hanovre  et la  Gauliga Weser-Ems .

### Gauliga Braunschweig-Sud Hanovre
La zone de la nouvelle Gauliga Braunschweig-Sud Hanovre couvrait les territoires de deux Gaue, celle de Braunschweig-Sud Hanovre et celle de Hanovre Est.
La ligue se joua en une seule série de 10 clubs lors de la saison 1942-1943. Elle conserva ce format pour la saison suivante mais perdit un club, Wehrmacht SV Celle qui alla dans une ligue nouvellement créée, la Gauliga Hanovre Est.
La guerre arrivant aux frontières du Reich, la saison 1944-1945 fut organisée avec huit groupes régionaux, mais n’alla pas à son terme.

### Gauliga Weser-Ems
La zone de la nouvelle Gauliga Weser-Ems couvrait le territoire de la Gau du même nom.
La ligue débuta avec une seule Division de 10 clubs en 1942-1943. Pour la saison suivante, il fut décidé de jouer en trois groupes régionaux, avec un total de 23 équipes. Un tour final à trois désigna le champion. 
la saison 1944-1945 devait compter 24 clubs jouant toujours sur le principe de trois groupes. Mais la compétition fut interrompue en raison de l’évolution de la guerre.

### Gauliga Hanovre
Cette ligue, qui couvrait le territoire de Gau du même nom, débuta en 1943-1944 avec 10 équipes. Ce fut sa seule saison complète.
La ligue devait aligner 12 clubs pour la saison 1944-1945, mais la compétition fut arrêtée alors que deux journées de matches avait été disputées.

### Après la reddition de l’Allemagne nazie
Après la capitulation sans conditions de l’Allemagne nazie, le territoire allemand fut divisé en quatre zones d’occupation, réparties entre les Alliés. Il y eut une zone américaine, une française, une soviétique. Les territoires couverts par l’ancienne Gauliga Basse-Saxe fut occupée par les Britanniques mais la région de Brême fut considérée comme zone américaine.

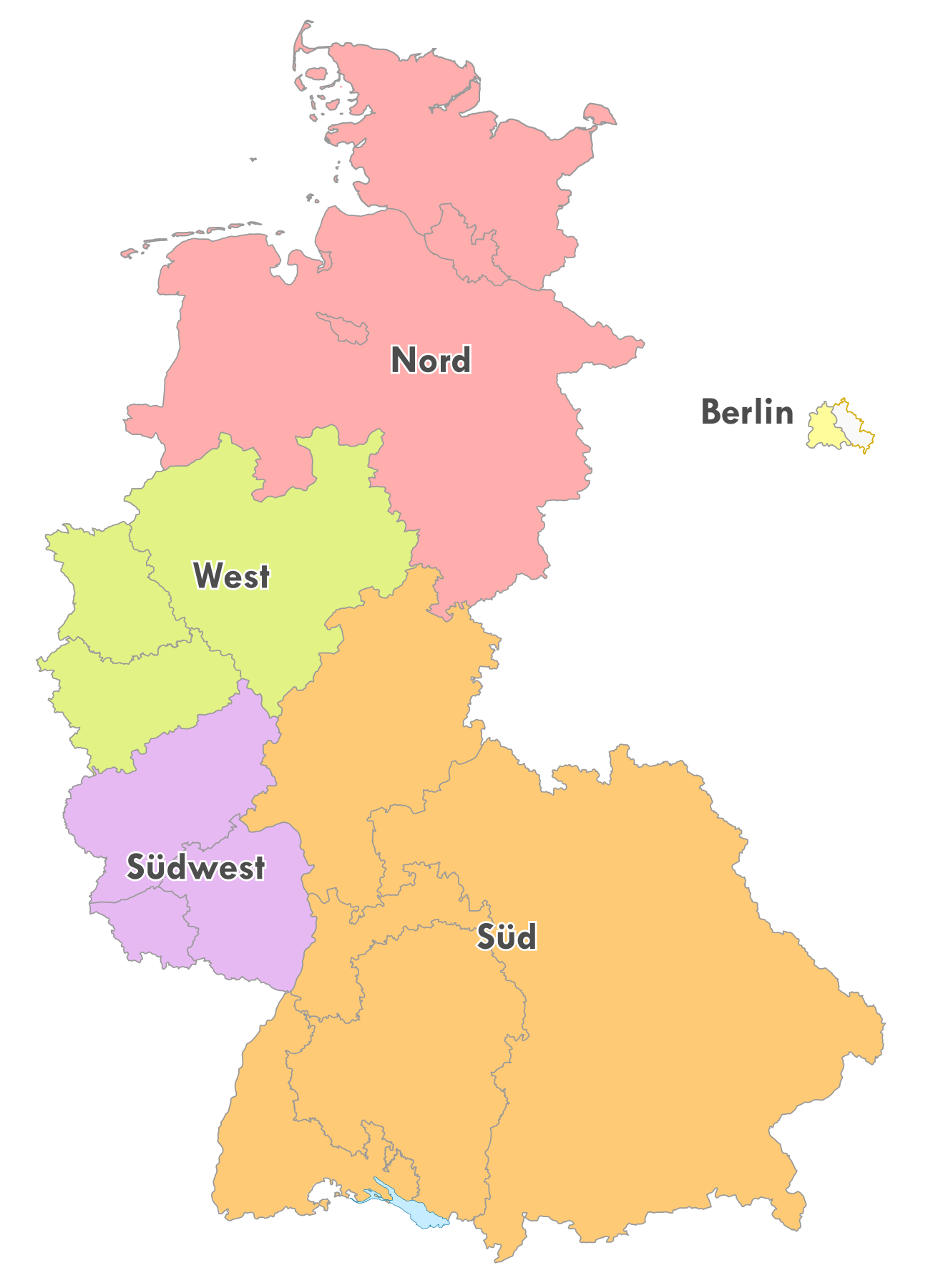
Les Oberligen en 1949

Les vestiges du Nazisme furent balayés par les Alliés qui ne manquèrent pas (à juste titre) de démanteler le NSRL. Toute l’organisation sportive allemande, y compris celle des fédérations et des clubs dut être réinstaurée. 
Du point de vue football, les clubs de cette région furent intégrés à une nouvelle structure mise en place par la DFB: l'Oberliga Nord qui concerna les territoires des nouveaux Etats fédéraux de Basse-Saxe, du Schleswig-Holstein et des Villes-Etats récrées de Brême et Hambourg.

## Clubs fondateurs de la Gauliga Basse-Saxe
Ci-dessous, les 10 clubs fondateurs de la Gauliga Basse-Saxe et leur position dans les anciennes Oberliga Sud Hanovre/Braunschweig et Oberliga Weser/Jade en 1932-1933:
- SV Werder Bremen, 2e de l’Oberliga Weser/Jade
- SV Arminia Hannover, Champion de l’Oberliga Sud Hanovre/Braunschweig
- SV Algermissen 11, 2e de l’Oberliga Sud Hanovre/Braunschweig
- Hannover SV 96, 3e de l’Oberliga Sud Hanovre/Braunschweig
- Eintracht Braunschweig, 6e de l’Oberliga Sud Hanovre/Braunschweig
- VfB Komet Brême, Champions de l’Oberliga Weser/Jade
- Bremer SV, 3e de l’Oberliga Weser/Jade
- Rasen SV Hildesheim 06, 5e de l’Oberliga Sud Hanovre/Braunschweig
- VfB 04 Peine, 4e de l’Oberliga Sud Hanovre/Braunschweig
- 1SC Göttingen 05, qualifié depuis la Division Hesse/Hanovre

## Champions & Vice-champions

### Gauliga Basse-Saxe
| Saisons | Champions     | Vice-champions            |
| 1933-34 | Werder Brême  | Arminia Hanovre           |
| 1934-35 | Hanovre 96    | Werder Brême              |
| 1935-36 | Werder Brême  | Hanovre 96                |
| 1936-37 | Werder Brême  | Arminia Hanovre           |
| 1937-38 | Hanovre 96    | VfL Osnabrück             |
| 1938-39 | VfL Osnabrück | Hanovre 96                |
| 1939-40 | VfL Osnabrück | Hanovre 96                |
| 1940-41 | Hanovre 96    | VfL Osnabrück             |
| 1941-42 | Werder Brême  | Luftwaffe-SV Wolfenbüttel |

### Gauliga Braunschweig-Sud Hanovre
| Saisons | Champions              | Vice-champions      |
| 1942-43 | Eintracht Braunschweig | Wehrmacht SV Celle  |
| 1943-44 | Eintracht Braunschweig | VfB 04 Braunschweig |

### Gauliga Weser-Ems
| Saisons | Champions              | Vice-champions |
| 1942-43 | SpVgg Wilhelmshaven 05 | Werder Brême   |
| 1943-44 | SpVgg Wilhelmshaven 05 | ASV Blumenthal |

### Gauliga Hanovre Est
| Saison  | Champion           | Vice-champion |
| 1943-44 | Wehrmacht SV Celle | Cuxhavener SV |

## Classements  de 1933 à 1944

### Gauliga Basse-Saxe
| Club                      | 1934 | 1935 | 1936 | 1937 | 1938 | 1939 | 1940 | 1941 | 1942 |
| ------------------------- | ---- | ---- | ---- | ---- | ---- | ---- | ---- | ---- | ---- |
| SV Werder Bremen          | 1    | 2    | 1    | 1    | 3    | 4    | 2    | 2    | 1    |
| SV Arminia Hannover       | 2    | 3    | 6    | 2    | 5    | 9    | 3    | 3    | 8    |
| SV Algermissen 11         | 3    | 5    | 3    | 4    | 6    | 10   |      |      |      |
| Hannover SV 96            | 4    | 1    | 2    | 3    | 1    | 2    | 1    | 1    | 6    |
| Eintracht Braunschweig    | 5    | 4    | 4    | 6    | 4    | 3    | 2    | 2    | 2    |
| VfB Komet Brême           | 6    | 7    | 10   |      |      |      |      |      |      |
| Bremer SV                 | 7    | 11   |      |      |      |      | 6    |      |      |
| Hildesheim 06             | 8    | 8    | 9    |      |      |      | 5    | 6    |      |
| VfB Peine                 | 9    |      | 5    | 7    | 8    | 6    | 6    |      |      |
| 1SC Göttingen 05          | 10   |      |      | 10   |      |      |      | 5    | 12   |
| Borussia Harburg 1 2      |      | 6    | 7    | 5    |      |      |      |      |      |
| SpVgg Hanovre 1897        |      | 9    |      |      |      |      |      |      |      |
| Viktoria Wilhelmsburg 1   |      | 10   |      |      |      |      |      |      |      |
| VfR 07 Rasensport Harburg |      |      | 8    | 9    |      |      |      |      |      |
| VfL Osnabrück             |      |      | 11   |      | 2    | 1    | 1    | 1    | 5    |
| FV Wilhelmsburg 09 2      |      |      |      | 8    |      |      |      |      |      |
| ASV Blumenthal            |      |      |      |      | 7    | 7    | 4    | 5    | 11   |
| Germania Wolfenbüttel     |      |      |      |      | 9    |      |      |      |      |
| LV Linden 07              |      |      |      |      | 10   |      | 4    | 4    | 7    |
| MSV Bückenburg            |      |      |      |      |      | 5    |      |      |      |
| MSV Lüneburg              |      |      |      |      |      | 8    |      |      |      |
| SpVgg Wilhelmshaven 05    |      |      |      |      |      |      | 3    | 3    | 3    |
| SV Schinkel 04            |      |      |      |      |      |      | 5    | 4    | 9    |
| Tura Gröpelingen          |      |      |      |      |      |      |      | 6    |      |
| Luftwaffe-SV Wolfenbüttel |      |      |      |      |      |      |      |      | 4    |
| TuS Osnabrück 97          |      |      |      |      |      |      |      |      | 10   |
|                           |      |      |      |      |      |      |      |      |      |

Source:« Gauliga Niedersachsen », Das deutsche Fussball-Archiv (consulté le 12 avril 2009)
- 1 Déplacé depuis la Gauliga Marches du Nord (Nordmark) en 1934.
- 2 Déplacé vers la Gauliga Marches du Nord (Nordmark) en 1937.

### Gauliga Weser-Ems
| Club                   | 1943 | 1944 |
| ---------------------- | ---- | ---- |
| SpVgg Wilhelmshaven 05 | 1    | 1    |
| SV Werder Bremen       | 2    | 4    |
| TuS Osnabrück 97       | 3    | 2    |
| Bremer SV              | 4    | 6    |
| TuS Bremerhaven 93     | 5    |      |
| Sportfreunde Bremen    | 6    | 8    |
| SV Schinkel 04         | 7    | 3    |
| VfL Osnabrück          | 8    | 1    |
| ASV Blumenthal         | 9    | 1    |
| VfB Oldenburg          | 10   | 6    |
| Blau-Weiss Varel       |      | 2    |
| LSV Alhorn             |      | 3    |
| Braker SV              |      | 4    |
| TuS Aurich             |      | 5    |
| VfL Oldenburg          |      | 7    |
| KMW Wilhelmshaven      |      | 8    |
| Viktoria Oldenburg     |      | 9    |
| FV Wolmertshausen      |      | 2    |
| TuRa Bremen            |      | 3    |
| VfB Komet Brême        |      | 5    |
| BV Grohn               |      | 7    |
| Reichsbahn Osnabrück   |      | 4    |
| VfR Osnabrück          |      | 5    |
| Reichsbahn Cloppenburg |      | 6    |
|                        |      |      |

### Gauliga Sud hanovre-Braunschweig
| Club                          | 1943 | 1944 |
| ----------------------------- | ---- | ---- |
| Eintracht Braunschweig        | 1    | 1    |
| WSV Celle                     | 2    |      |
| SV Arminia Hannover           | 3    | 4    |
| Hildesheim 07                 | 4    | 3    |
| Hannover SV 96                | 5    | 5    |
| LV Linden 07                  | 6    | 10   |
| LSV Wolfenbüttel              | 7    | 8    |
| SpVgg Göttingen               | 8    | 7    |
| SG Reichsbahn/Eintr. Hannover | 9    | 9    |
| 1SC Göttingen 05              | 10   |      |
| VfB Braunschweig              |      | 2    |
| SpVgg Hanovre 1897            |      | 6    |
|                               |      |      |

## Sources et liens externes
- The Gauligas Das Deutsche Fussball Archiv (in German)
- Germany - Championships 1902-1945 at RSSSF.com
- Die deutschen Gauligen 1933-45 - Heft 1-3 (de) Classements Gauligas 1933-45, publisher: DSFS